# Ken Ogata

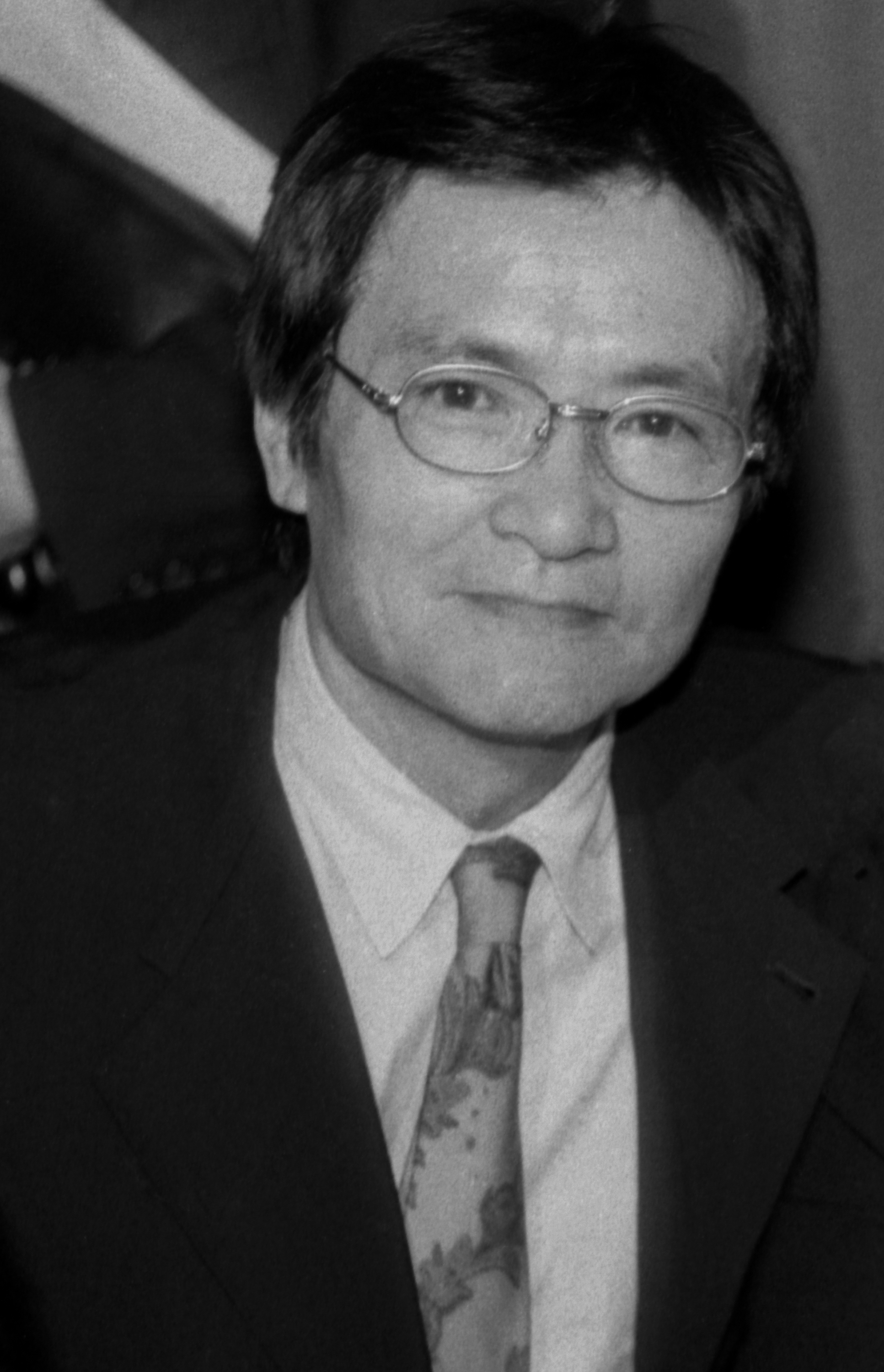
Ken Ogata, 1965

Ken Ogata (japanisch 緒形 拳, Ogata Ken, eigentlich: Akinobu Ogata 緒形 明伸, Ogata Akinobu); (* 20. Juli 1937 in Ushigome Stadt Tokio (heute: Shinjuku, Tokio); † 5. Oktober 2008 in Yokohama) war ein japanischer Schauspieler. Er wirkte in 97 Filmen mit und erhielt dafür 13 unterschiedliche Auszeichnungen.

## Leben
Ogata interessierte sich schon während seiner Schulzeit für das Theater und wurde nach Abschluss der Oberschule Mitglied des Shinkokugeki-Ensembles. Dieser Theatergruppe gehörte er von 1958 bis 1968 an. Bereits in seinem ersten Film Tōi hitotsu no michi spielt er die Hauptrolle, einen jungen Boxer. Größere Popularität erlangt er durch zwei Fernsehserien Takōki (1965) und Hissatsu shikakenin (1972–1973). Für seine Rolle des teuflischen Vaters Sōkichi Takeshita in Yoshitarō Nomuras Kichiku (1978) wurde er mehrfach ausgezeichnet. 1979 spielte er unter der Regie von Shōhei Imamura den Serienmörder Iwao Enokizu in dem Film Fukushū suru wa ware ni ari. Internationale Bekanntheit erlangt er in der Rolle des Bauern Tatsuhei mit dem Film Die Ballade von Narayama, hier auch wieder unter der Regie von Shōhei Imamura. Der Film gewann die Goldene Palme der Filmfestspiele von Cannes. Unter der Regie von Paul Schrader spielte er 1985 die Rolle des japanischen Schriftstellers Yukio Mishima in Mishima – Ein Leben in vier Kapiteln. Allerdings wurde der Film nach Protesten nie in Japan aufgeführt. Seine bekannteste Leistung in einem englischsprachigen Film war die eines Kalligraphen in Die Bettlektüre (1996), unter der Regie von Peter Greenaway. Hier spielte er neben Vivian Wu und Ewan McGregor.
Am 5. Oktober 2008 starb er an Leberkrebs. Seine Söhne Kanta (* 1966) and Naoto (* 1967) sind ebenfalls Schauspieler.

## Filmografie
- 1960: Tōi hitotsu no michi
- 1965: Takōki (Fernsehserie)
- 1968: Sekkusu chekku: Daini no sei
- 1968: Tsumiki no hako
- 1969: Taifū to zakuro (Fernsehserie)
- 1969: Nanatsu no kao no onna
- 1969: Wakare
- 1969: Das Banner des Samurai
- 1969: Waga koi waga uta
- 1971: En toiu onna
- 1972–1973: Hissatsu shikakenin (Fernsehserie, 31 Folgen)
- 1973: Hissatsu shikakenin: Baian ari jigoku
- 1974: Hissatsu shikakenin: Shunsetsu shikake bari
- 1974: Okami yo rakujitsu o kire
- 1974: Zerbrechliches Schicksal (Suna no utsuwa)
- 1975: Hissatsu hitchū shigotoya kagyō (Fernsehserie)
- 1976: Kaze to kumo to niji to (Fernsehserie)
- 1976: Taiyō wa nakanai
- 1977: Akai gekiryū (Fernsehserie)
- 1977: Hakkodasan
- 1978: Akujo ni tsuite (Fernsehserie)
- 1978: Kichiku
- 1976–1979: Zatōichi monogatari (Fernsehserie, 2 Folgen)
- 1979: Kage no Gundan: Hattori Hanzo
- 1979: Ashura no gotoku (Fernsehserie)
- 1979: Fukushū suru wa ware ni ari
- 1980: Overkill – Durch die Hölle zur Ewigkeit (Fukkatsu no hi)
- 1980: Tödliche Injektionen (Warui yatsura)
- 1981: Der Dieb und die Geisha (Eijanaika)
- 1981: Makai tenshō
- 1981: Hokusai manga
- 1981: Takushī sanba (Fernsehserie, 3 Folgen)
- 1981: Kirigirisu (Fernsehfilm)
- 1982: Tōge no gunzō (Fernsehserie, 1 Folge)
- 1982: Yaju-deka
- 1982: Kyōtarō Nishimura’s Travel Mystery 2 (Fernsehfilm)
- 1983: Die Ballade von Narayama (Narayama bushikō)
- 1983: Yōkirō
- 1983: Okinawa no shonen
- 1983: Gyoei no mure
- 1985: Kai
- 1985: Hagoku (Fernsehfilm)
- 1985: Mishima – Ein Leben in vier Kapiteln (Mishima: A Life in Four Chapters)
- 1985: Usugeshō
- 1986: Kataku no hito
- 1987: Zegen
- 1987: Yoshiwara enjō
- 1988: Rabu sutori o kimi ni
- 1988: Niji no aru heya (Fernsehfilm)
- 1988: Yushun
- 1988: Hana no ran
- 1988: Kujaku-ō
- 1989: Der Schatten des Shogun
- 1989: Zatōichi
- 1989: Shaso
- 1989: Shijō no tabibito (Fernsehserie)
- 1990: Shingo jūban shōbu (Fernsehfilm)
- 1991: Taiheiki (Fernsehserie)
- 1991: Dai yūkai
- 1991: Kagerō
- 1991: Gubbai Mama
- 1991: Kamitsukitai/Dorakiyura yori ai-0
- 1992: O-Roshiya-koku suimu-tan
- 1992: Keisho sakazuki
- 1993: Haru no ichizoku (Fernsehserie)
- 1993: Kokkai e ikō!
- 1993: Homura tatsu (Fernsehserie)
- 1995: Sayonara Nippon!
- 1996: Die Bettlektüre (The Pillow Book)
- 1996: Gonin 2
- 1996: Hakushū no Toki (Fernsehfilm)
- 1997: Mōri Motonari (Fernsehfilm)
- 1999: Atsumono
- 2000: Ryūsei
- 2000: Tezuka Osamu gekijō (Fernsehfilm)
- 2000: Koroshi
- 2001: Aruku, hito
- 2001: Shotoku taishi (Fernsehfilm)
- 2002: 11′09″01 – September 11, Episode: Japan
- 2003: Black Jack ni yoroshiku (Fernsehserie)
- 2003: Time Limit (Fernsehfilm)
- 2003: Mirā o fuku otoko
- 2004: Proof of the Man (Fernsehserie)
- 2004: Izo
- 2004: Kagen no tsuki
- 2004: The Hidden Blade
- 2005: Seishun no mon: Chikuhō hen (Fernsehserie)
- 2005: Ruri no Shima (Fernsehserie)
- 2005: Semishigure
- 2005: Mirakuru banana
- 2006: Saga no gabai-baachan
- 2006: Nagai sanpo
- 2006: Love and Honor – Bushi no ichibun
- 2007: Ruri no shima supesharu 2007: Hatsukoi (Fernsehfilm)
- 2008: Gegege no Kitarō: Sennen noroi uta
- 2008: Bōshi (Fernsehfilm)
- 2008: Kaze no gāden (Fernsehserie, Vier Folgen)

## Auszeichnungen

### Japanese Academy Award
- 1979: Bester Hauptdarsteller für Kichiku
- 1984: Bester Hauptdarsteller für Narayama bushikō, Yōkirō und Gyoei no mure
- 1987: Bester Hauptdarsteller für Kataku no hito
- 2009: Ehrenpreis für sein Lebenswerk

### Blue Ribbon Award
- 1979: 	Bester Hauptdarsteller für Kichiku
- 1984: 	Bester Hauptdarsteller für Narayama bushikō, Yōkirō, Gyoei no mure und Okinawa no shonen
- 2009: 	Special Award

### Hochi Film Award
- 1978: Bester Hauptdarsteller für Kichiku

### Kinema Junpo Award
- 1979: Bester Hauptdarsteller für Kichiku

### Mainichi Film Concours
- 1979: Bester Hauptdarsteller für Kichiku
- 1984: Bester Hauptdarsteller für Narayama bushikô, Yôkirô und Gyoei no mure
- 2009: Special Award

### Yokohama Film Festival
- 1980: Bester Hauptdarsteller für Fukushū suru wa ware ni ari